# Clifton R. Wharton junior

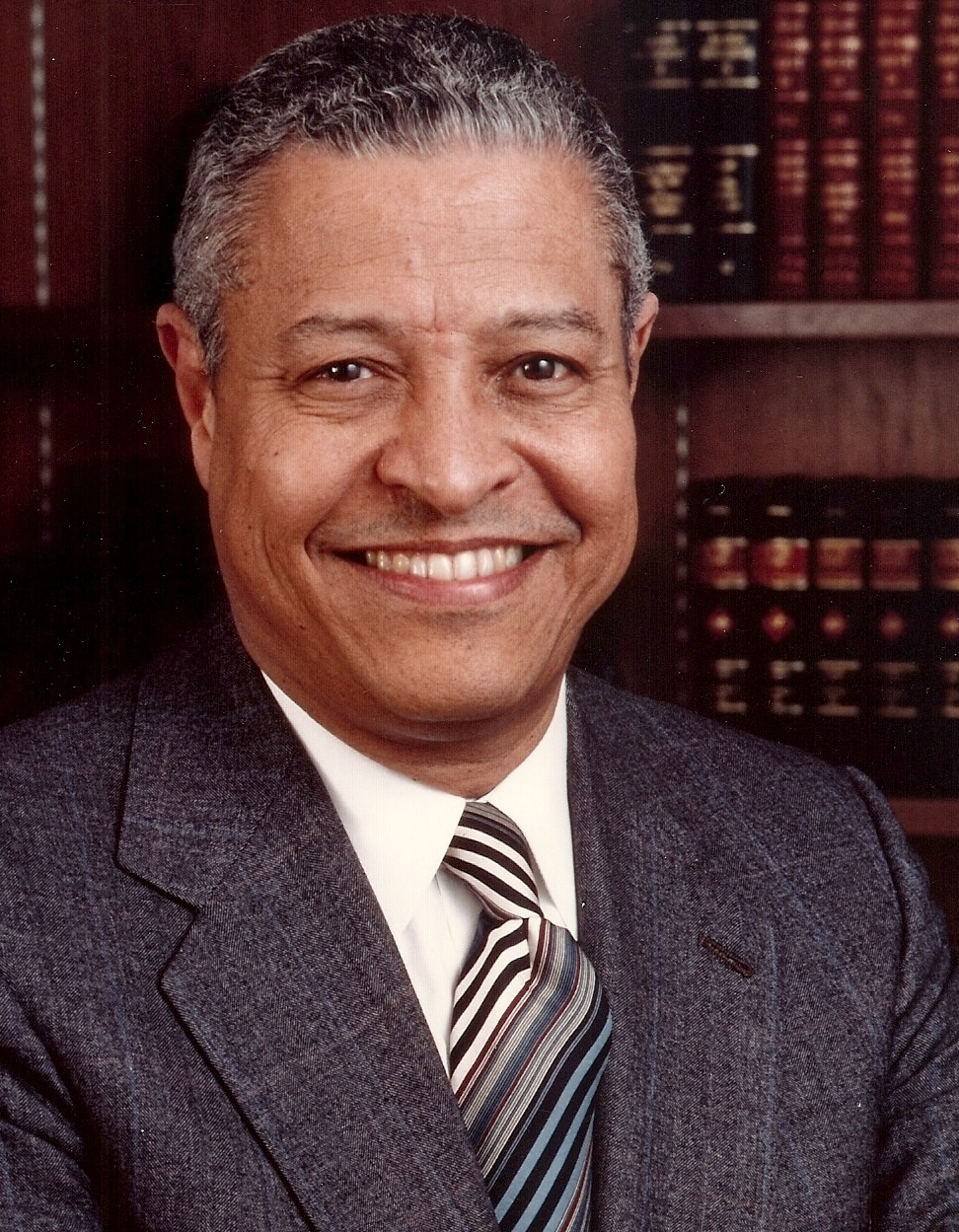
Clifton R. Wharton junior

Clifton Reginald Wharton, Jr. (* 13. September 1926 in Boston, Massachusetts; † 16. November 2024 in Manhattan, New York City) war ein US-amerikanischer Unternehmer, Wirtschaftsmanager und Hochschullehrer, der 1987 als erster Afroamerikaner Chief Executive Officer (CEO) eines Unternehmens der Fortune Global 500 wurde und 1993 kurzzeitig stellvertretender Außenminister der Vereinigten Staaten war.

## Leben

### Studium, Professor und Hochschulpräsident
Wharton, Sohn des ersten afroamerikanischen Botschafters Clifton Reginald Wharton (1899–1980) und einer Chemieprofessorin, begann nach dem Besuch der Boston Latin School 1942 mit 16 Jahren ein Studium der Geschichte an der Harvard University und erwarb dort 1947 einen Bachelor of Arts (B.A. History). Ein anschließendes postgraduales Studium im Fach Internationale Beziehungen an der Johns Hopkins University schloss er 1948 mit einem Master of Arts (M.A. International Affairs) ab. Ein weiteres Studium der Wirtschaftswissenschaft an der University of Chicago beendete er zunächst 1956 mit einem M.A. Economics, ehe er dort 1958 auch einen Philosophiae Doctor (Ph.D. Economics) erwarb.
Im Anschluss begann er 1958 seine berufliche Laufbahn beim 1953 gegründeten Landwirtschaftsentwicklungsrat (Agricultural Development Council), war dort zunächst bis 1964 tätig und übernahm zwischenzeitlich Anfang der 1960er Jahre auch eine Tätigkeit als Gastprofessor für Wirtschaftswissenschaften an der Universität Malaya.
Nach einer anschließenden Tätigkeit als Professor für Wirtschaft an der Stanford University war er von 1966 bis 1970 Vizepräsident des Landwirtschaftsentwicklungsrates. In dieser Zeit gehörte er nicht nur 1966 der Task Force von US-Präsident Lyndon B. Johnson für Landwirtschaftsfragen in Vietnam an, sondern war zwischen 1966 und 1969 auch Mitglied des Beratungsstabes für Ostasien und den Pazifik im Außenministerium der Vereinigten Staaten. Darüber hinaus nahm er 1969 an einer Auslandsreise von Präsident Johnson nach Lateinamerika teil. 1971 wurde Wharton in die American Academy of Arts and Sciences gewählt.
1970 nahm er den Ruf auf eine Professur für Wirtschaft an der Michigan State University an und übte diese Lehrtätigkeit bis 1978 aus. Zugleich war er während dieser Zeit als Nachfolger von Walter Adams auch Präsident der Michigan State University. Zugleich wurde er 1970 Trustee der Rockefeller-Stiftung und übte diese Funktion bis 1987 aus. Darüber hinaus war er von 1976 bis 1983 Vorsitzender der Behörde für internationale Ernährungs- und Landwirtschaftsentwicklung im US-Außenministerium.
Nach Beendigung seiner Tätigkeit an der Michigan State University wurde Wharton 1978 Kanzler der State University of New York und bekleidete dieses Amt bis 1987. Daneben war er nicht nur von 1978 bis 1980 Mitglied der US-Kommission zum Welthunger, sondern wurde 1983 auch Co-Vorsitzender der US-Kommission für Sicherheits- und Wirtschaftsunterstützung. Außerdem war er zwischen 1982 und 1987 Vorsitzender des Treuhandrates der Rockefeller-Stiftung.

### CEO von TIAA-CREF und Vizeaußenminister
1987 wurde Wharton Chief Executive Officer (CEO) von Teachers Insurance and Annuity Association – College Retirement Equities Fund (TIAA-CREF), dem führenden US-amerikanischen Pensionsfonds für Beschäftigte an Hochschulen, Schulen, Forschungs- und Kultureinrichtungen. Mit ihm wurde damit erstmals ein Afroamerikaner CEO eines im Fortune Global 500 notierten Unternehmens.
Daneben war er 1991 Mitglied der US-Beratungskommission für Handelspolitik und -verhandlungen sowie zeitweise Mitglied der Boards of Directors der Burroughs Corporation, der Equitable Life Assurance Society, der Federal Reserve Bank of New York, der Federated Department Stores, der Ford Motor Company, der New York Stock Exchange, von Tenneco, von Time Warner und Harcourt General. Außerdem war Wharton Trustee der American Assembly, des Aspen-Instituts, von The Asia Society, des Council on Foreign Relations sowie des Museum of Modern Art.
Nachdem er 1993 seine Tätigkeit bei TIAA-CREF beendet hatte, war er vom 27. Januar bis zum 8. November 1993 stellvertretender Außenminister (US Deputy Secretary of State) in der Regierung von Präsident Bill Clinton.
Wharton war unter anderem Honorary Fellow der School of International Studies der Oklahoma State University.

## Veröffentlichungen
- Subsistence Agriculture and Economic Development (1969)
- Community and Change: Academic Greatness Under Stress (1971)
- Patterns for Lifelong Learning (1973, Mitautor Theodore M. Hesburgh)